# Marlene Marder
Marlene Marder (bürgerlich Marlene Marti; * 1. Dezember 1954; † 15. Mai 2016) war eine Schweizer Punk-Gitarristin.
Ursprünglich Saxophonistin, spielte sie in der Band Kleenex, die ab 1980 «LiLiPUT» hiess. 1976 war sie eine der Gründerinnen der «Homosexuellen Frauengruppe» in Zürich. Später schrieb sie das Buch «Kleenex/LiLiPUT – Das Tagebuch der Gitarristin Marlene Marder» (1986), leitete einen Schallplattenladen und eine Konzertagentur.
Sie starb 61-jährig an einem Krebsleiden.